# 우주여행협회

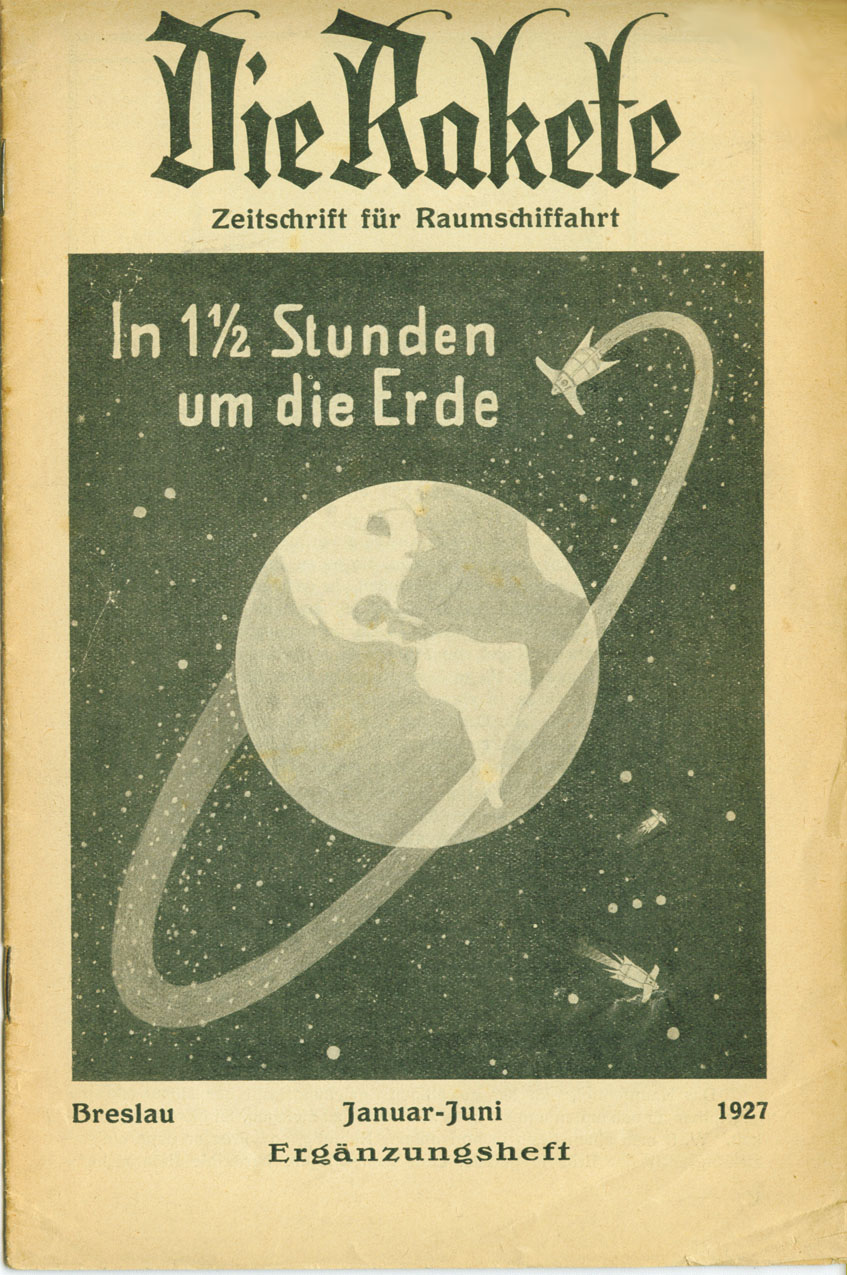
VfR 협회에서 발행한 정기간행물 『라케테』 1927년호 부록.

우주여행협회(독일어: Verein für Raumschiffahrt; VfR)는 전간기 독일(바이마르 공화국)의 아마추어 로켓 협회였다. 외국인 회원도 받았으며, 아마추어 액체연료 로켓 발사 등의 활동을 했다. 1927년 6월 5일 설립되어 1930년 최초로 로켓을 쏘아올리는 데 성공했다.
1920년대 독일에서는 로켓과 우주여행에 관한 관심이 일어났는데, 1923년 헤르만 오베르트의 저서 『로켓으로 행성간 공간으로』가 출간된 것이 그 효시였다. 이런 분위기 속에서 1927년 요하네스 빙클러, 막스 팔리어, 빌리 라이가 의기투합해서 VfR 협회를 만들었고, 이들은 이후 1929년 프리츠 랑의 영화 《달의 여인》 제작에 자문역으로 참여하기도 했다. 팔리어는 프리츠 폰 오펠의 로켓 스턴트에도 도움을 주었다.
1930년 9월, VfR은 육군에 접근해서 자금 지원을 요청했다. 로켓은 베르사유 조약에서 제한되지 않은 소수의 무기들 중 하나였기 때문이다. 당국은 VfR에게 라이니켄도르프 근교의 버려진 탄약 폐기장을 쓰도록 내주었다. 이후 VfR은 여기에 꾸린 발사장을 근거지로 해서 점점 더 강력한 로켓을 개발하고 발사했다. VfR에서 만든 로켓은 최대 고도 1 킬로미터까지 상승했다.
1932년 봄, 육군무기청의 발터 도른베르거 대위와 카를 하인리히 에밀 베커 대령이 VfR의 로켓 발사를 시찰했다. 발사 시연 자체는 실패했지만 도르베르거는 VfR에 계약을 제안했다. 2년 전에 VfR에 합류한 젊은 베르너 폰 브라운은 이 제안에 찬성했지만, VfR은 결국 도른베르거의 제안을 거부했다. 이 문제로 불거진 의견불일치 때문에 결국 VfR은 1934년 1월 해산되었다.
현재 VfR에서 개발한 로켓의 실물 유물은 알루미늄 리펄서 노즐 한 개밖에 남아 있는 것이 없다. 이 노즐은 협회 회원이었던 헤르베르트 셰퍼가 1935년 미국으로 이민가면서 들고 간 것을 1978년 스미스소니언에 기증한 것이다.